# Јуриј Репе
Јуриј Репе (словен. Jurij Repe — Крањ, 17. септембар 1994) професионални је словеначки хокејаш на леду који игра на позицијама одбрамбеног играча.
Члан је сениорске репрезентације Словеније за коју је на међународној сцени дебитовао на светском првенству прве дивизије 2016. године.